# Petronella Voûte
Petronella (Pietje) Voûte (Amsterdam, 6 november 1804 – Zetten, 18 april 1877) was directrice van een asiel voor prostituees in Zetten, het eerste opvangtehuis voor prostituees in Nederland. Hiertoe werd zij voorgedragen door Ottho Gerhard Heldring, die haar kende als adjunct-directrice van het Utrechts Diaconessenhuis. Het asiel "Asyl Steenbeek" werd geopend op 1 januari 1848, als eerste instelling van de Ottho Gerhard Heldringstichting, en dezelfde dag werd Voûte als directrice geïnstalleerd, een functie die zij bijna dertig jaar lang zou blijven vervullen. Zij woonde intern op het asiel en het werk werd niet betaald. In de notulen van een bestuursvergadering uit 1857 wordt zelfs melding gemaakt van een gift van ƒ 3000,— van juffrouw Voûte. In de dertig jaar dat zij directrice was, zijn er bijna duizend vrouwen in het asiel opgenomen.
In Rijswijk en Castricum zijn een Petronella Voûtestraat naar haar vernoemd. 

## Privéleven
Petronella Voûte werd als vierde kind geboren als dochter van Samuel Lancelot Voûte (1776-1845) en Petronella Druschke Jutting (1777-1850) in een gezin van Amsterdamse zakenlieden. In eerste instantie ontfermde ze zich over haar ongetrouwde broers, maar toen die getrouwd waren, ging ze in het Utrechts Diaconessenhuis werken als adjunct-directrice. Zelf bleef ze haar hele leven ongehuwd. In 1877 kwam zij te overlijden door de gevolgen van een hartkwaal waaraan zij al vele jaren leed.
- Biografisch Portaal: 04265689
- Gemeinsame Normdatei: 1350770086
- Virtual International Authority File: 2028173487922847560005